# Славина, Александра Владиславовна
Алекса́ндра Владисла́вовна Сла́вина (Родио́нова) (24 августа 1886, Нижний Новгород — 24 марта 1954, Петропавловск-Камчатский) — российская и советская актриса театра. Заслуженный артист РСФСР (1950).

## Биография
Родилась 24 августа 1886 года в Нижнем Новгороде в семье потомственного дворянина В. Ф. Волянского. В связи с ранней смертью родителей жила и воспитывалась в семье М. В. Нестеровой, матери известного русского лётчика П. Н. Нестерова. 
Обучалась в Нижегородском институте благородных девиц, где успешно принимала участие в любительских спектаклях.
В 1913 году начала служить в театре города Сумы. В коллективе её называли по отчеству - Славушкой – так появился творческий псевдоним Славина. 
Осенью 1934 года она вместе с мужем-актёром К. Д. Родионовым прибыла в Петропавловск. 18 лет Славина служила в Камчатском рабочем театре им. О. Ю. Шмидта (ныне – Театр драмы и комедии).
Полноценную работу областного театра на три года прервал пожар в июне 1936 года. Театр закрылся, многие актёры уехали, осталось только шесть человек, в том числе Славина и её муж. Своими силами они продолжали ставить спектакли, летом – в городском парке культуры и отдыха, зимой – в клубах, культпалатках и общежитиях. 
В 1942 году актрисе была назначена персональная пенсия местного значения (300 рублей), которую она перечисляла в Фонд обороны Родины на протяжении всей войны.
Творческое мастерство актрисы было отмечено и правительством РСФСР. 20 апреля 1950 г. она первая из актёров Камчатского драматического театра удостоилась звания заслуженной артистки республики. 
В 1952 году Александра Владиславовна из-за болезни вынуждена была оставить сцену, но старалась при любой возможности приходить в театр: помогала в костюмерной, присутствовала на репетициях. 
Умерла она в Петропавловске, похоронена на старом городском кладбище в районе 4 км. Коллеги по работе поставили над её могилой редкий для Камчатки по красоте памятник. В связи с интенсивной городской застройкой, надгробие могилы было перенесено на новое городское кладбище и отреставрировано.

## Творческая деятельность
Славина — её артистический псевдоним. Профессиональная сценическая жизнь началась у неё 28 апреля 1913 года в городе Сумы, работала во многих театрах России. В 1934 году подписала вместе со своим супругом актёром К. Д. Родионовым трудовой договор на работу в труппе Камчатского театра им. О Ю. Шмидта. После того как в 1936 г. в Петропавловске сгорело здание театра, А. В. Славина не уехала с Камчатки и продолжала работать в передвижном театре в тяжелейших условиях. Она постоянно выступала в госпиталях перед ранеными, была награждена медалью «За победу над Японией».
А. В. Славина работала в камчатском театре с 1934 по 1954 годы. Ею сыграно 115 ролей. А. В. Славина, вторая из камчатских актёров, в 1950 году получила звание Заслуженный артист РСФСР.

## Награды и звания
- Медаль «За победу над Японией» (???? год)
- Медаль «За доблестный труд в Великой Отечественной войне»
- Заслуженный артист РСФСР (1950)

## Память
Похоронили актрису на городском кладбище Петропавловска-Камчатского на четвёртом километре. На могиле поставили памятник в виде урны, установленной в беседке. Могила была обнесена оградой. При строительстве котельной для нового района города на улице Батарейной ограда была повреждена, цельность памятника была нарушена. Прах актрисы был перенесён на Новое кладбище. Новая могила была впоследствии утеряна.
2 декабря 2010 года после реставрации памятник занял своё место у входа на кладбище, неподалёку от места первоначального захоронения А. В. Славиной.
Зимой 2011—2012 года памятник Александре Владиславовне был перенесён также на Новое кладбище.
При захоронении в 1954 г. К. Родионовым были сказаны такие слова: «Пусть дикие циклоны, которые пронесутся над могилой, не нарушат твоего сна и будут колыбельной песней в твоём вечном покое».
Памятник поставлен на учёт решением облисполкома № 313 от 04.12.1990 г., объект культурного наследия регионального значения.